# Alció tigrat
L'alció tigrat (Lacedo pulchella) és una espècie d'ocell de la família dels alcedínids (Alcedinidae) que s'ha descrit com l'única espècie del gènere Lacedo (Reichenbach, 1851), si bé actualment es considera que aquest gènere, en realitat conté dues. Habita els boscos del Sud-est Asiàtic, a Myanmar, Tailàndia, Indoxina, Malaia, Sumatra, Borneo i Java.

## Taxonomia
Aquesta espècie ha estat classificada en tres subespècies:
- L. p. pulchella (Horsfield, 1821), de la Península Malaia, Sumatra, Java i les illes Natuna septentrionals.
- L. p. amabilis (Hume, 1873), de Myanmar, Tailàndia i el Vietnam meridional.
- L. p. melanops (Bonaparte, 1850), de les illes Borneo i Bangka.

L'última però ha estat considerada modernament una espècie de ple dret, l'alció caranegre (Lacedo melanops).